# 관혼상제
관혼상제(冠婚喪祭)는 갓을 쓰는 성인식인 관례(冠禮), 결혼식을 올리는 혼례(婚禮), 장례를 치르는 상례(喪禮), 제사를 지내는 제례(祭禮)등을 일컫는다. 사례(四禮) 또는 가례(家禮)라고도 한다.

## 관례
관례(冠禮), 또는 원복(元服)은 동아시아의 유교 문화권 국가(중국, 한국, 베트남 및 일본)에서 이루어지던 관혼상제의 하나로서, 원시 사회에서 미성년자를 한 사람의 성인(成人)으로서 인정하던 성인식에서 유래하였으며, 주로 20세가 되는 남자(여자의 경우는 15세)에게 거행되었다. 미혼(未婚)이더라도 관례를 치르고 나면 성인으로서 대우받았다.

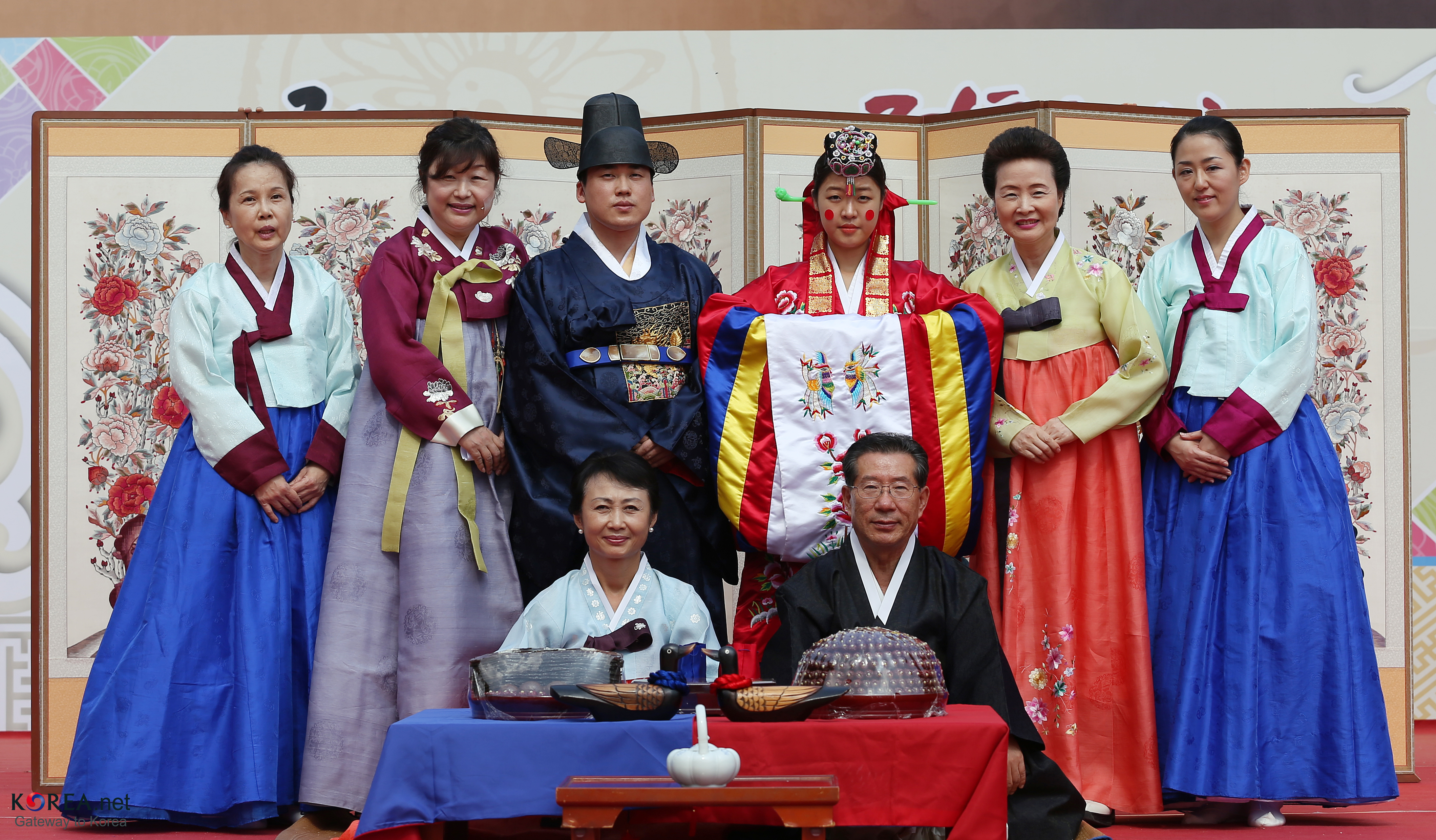
한국의 전통 혼례식

## 혼례
결혼식(結婚式)은 혼인이나 비슷한 경우로 두 사람이 결합할 때 치르는 행사이며, 종교적 주관자나 정부 허가의 세속적 절차로 시행될 수 있다. 결혼식은 제3자에 의해 진행되지만, 많은 종교전통에서 결혼에 대해 두 사람이 선서하게 하고, 하객들의 목격, 지지, 정당화를 함께 한다. 결혼식의 유교적 절차는 혼례로 부른다.

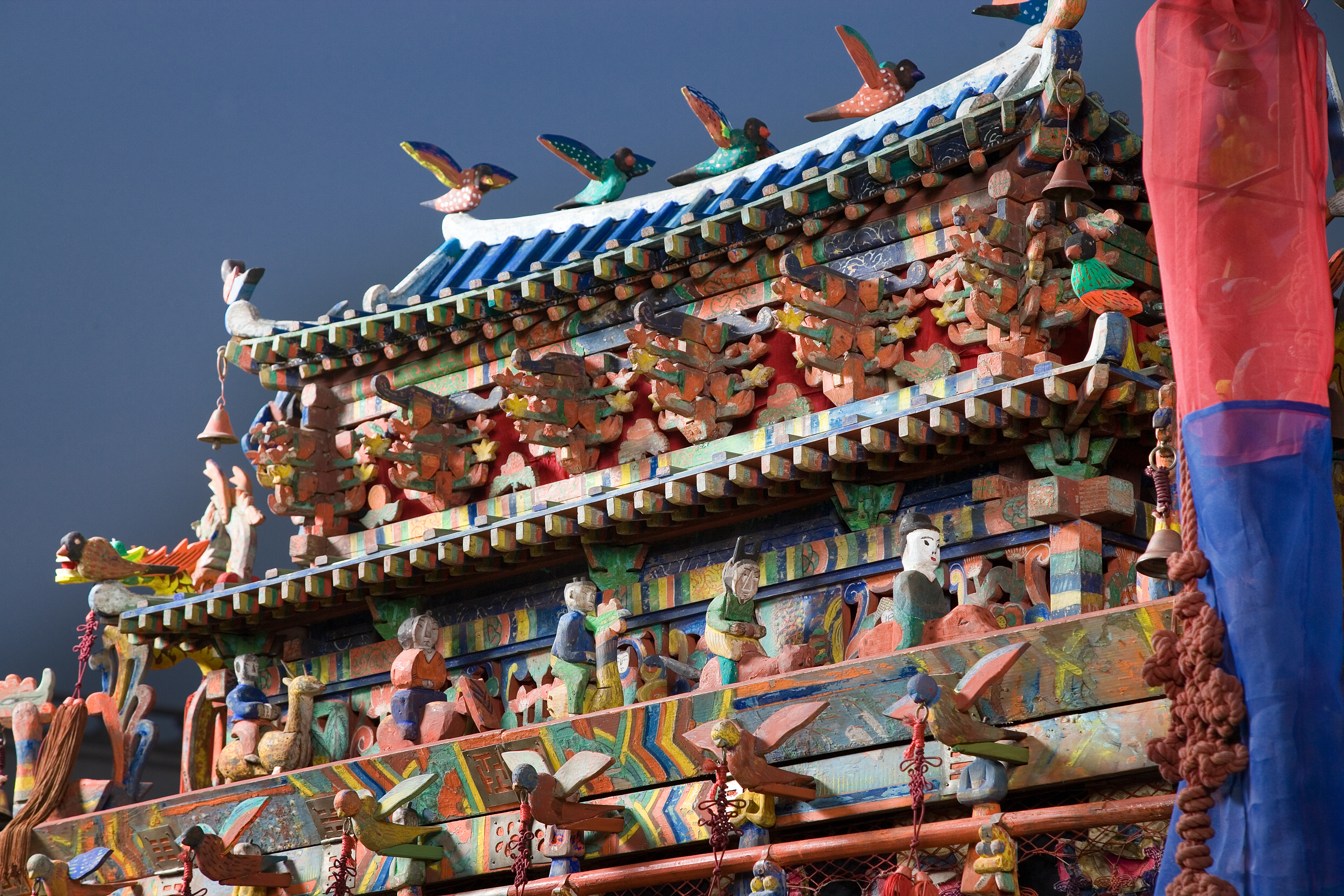
상여. 시신을 장지(葬地)로 운반할 때 쓰이는 도구이다.

## 상례
상례(喪禮)는 장례식의 유교적 절차를 말한다.

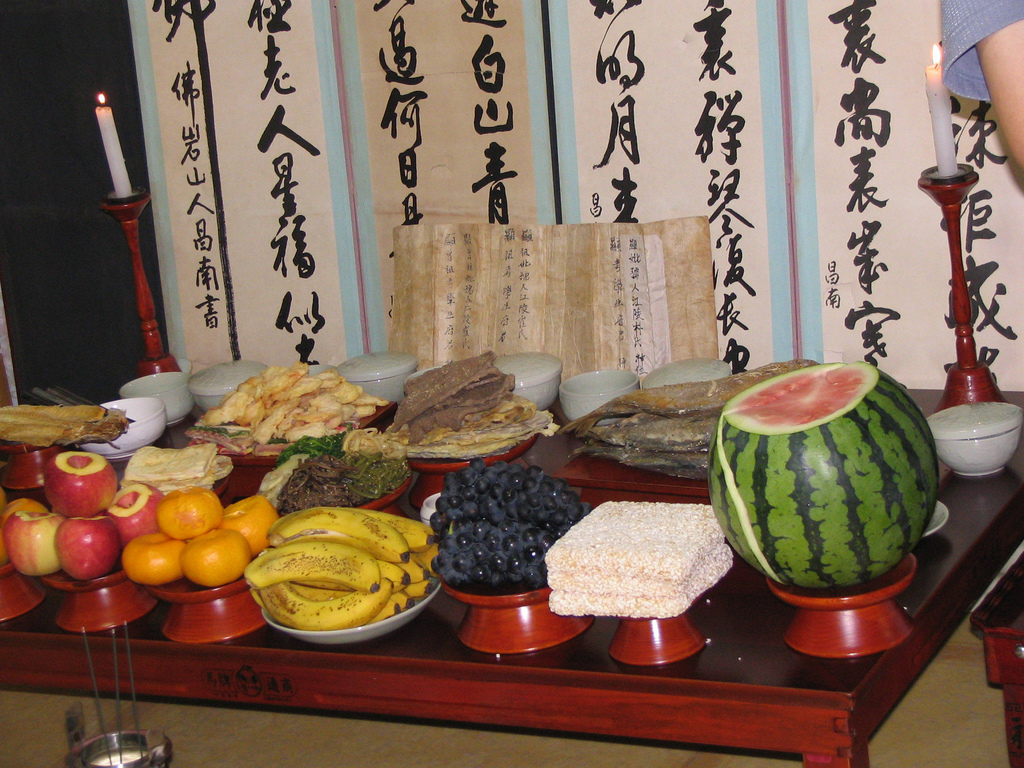
추석 제사상

## 제례
제사(祭祀) 또는 제례(祭禮)는 천지신명을 비롯한 신령이나 죽은 이의 넋, 귀신 등에게 제물(음식)을 바치어 정성을 표하는 행위이다. 그러나 동아시아의 한자문화권에서는 설날이나 추석에 드리는 제사를 차례라고 부른다. 좁은 의미로 동아시아의 한자 문화권에서 천지신명에게 올리는 정성을 나타내며, 넓은 의미로 샤머니즘 및 조상숭배, 애니미즘 등과 관련하여 제물을 바치는 의식 전반을 가리킨다.

## 같이 보기
- 관례
- 혼례
- 상례
- 제례